# Макгроу, Вайолет
Ва́йолет Эли́забет Макгро́у (род. 22 апреля 2011, Калифорния) — американская актриса. Актёрским дебютом для неё стала эпизодическая роль Нины в телесериале «Любовь» в 2016 году, а её первым полнометражным фильмом стал «Первому игроку приготовится» (2018). В 2019 году она была номинирована на телевизионную премию OFTA за лучшую женскую роль в кинофильме или мини-сериале за роль в мини-сериале «Призрак дома на холме». Также известна по ролям молодой Елены Беловой в супергеройских фильмах студии Marvel «Чёрная вдова» (2021) и «Громовержцы*» (2025), а также по роли Кэди в фильмах ужасов «М3ГАН» (2022) и «М3ГАН 2.0» (2025).

## Биография
Вайолет Макгроу начала сниматься в юном возрасте. В 2016 году Макгроу дебютировала в фильме «Безрассудные Джульетты» (2017) в роли Арии Морган и телесериале «Любовь» в роли Нины (2018). Наиболее известна по роли Элис в фильме «Джетт» (2019) и эпизодической роли ребёнка в корзине для покупок в блокбастере Стивена Спилберга «Первому игроку приготовится» (2018). В 2018 году она получила свою первую главную роль — юной Нелл Крейн, младшей версии героини Виктории Педретти, в сериале Netflix Майка Фланагана «Призрак дома на холме». Она присоединилась к актёрскому составу в сентябре 2017 года. Затем Макгроу снялась в драме «Наш друг» (2019) в роли Эви Тиг, а также сыграла второстепенную роль Вайолет в фильме «Доктор Сон» (2019) и в фильме Bennett’s War (2019). Основываясь на своём опыте в фильмах «Призрак дома на холме» и «Доктор сон», Макгроу смогла дать совет своей старшей сестре Мадлен, когда та снималась в фильме ужасов «Чёрный телефон».
В 2021 году Макгроу дебютировала в фильме из киновселенной Marvel «Чёрная вдова» в роли юной Елены Беловой, а взрослую версию сыграла Флоренс Пью. В 2025 году она повторила эту роль в фильме «Громовержцы*». В 2021 году она также снялась в фильме «Разлука» в роли Дженни Ван, а в 2022 году снялась в роли Кэди в научно-фантастическом фильме ужасов Universal Pictures «M3GAN» для Blumhouse, повторив свою роль в фильме «M3GAN 2.0» в 2025 году.. The Hollywood Reporter отметил, что Дональд и его коллега по фильму Макгроу «к концу съёмок быстро подружились». В мае 2023 года Макгроу присоединилась к составу фильма A Wonderful Way with Dragons.

### Личная жизнь
Вайолет Макгроу — младшая из четырёх детей. Её старшие братья и сестры тоже актёры: Джек Макгроу из «Хорошего динозавра», Эйдан Макгроу из «Американского снайпера» и Мадлен Макгроу, которая сыграла Гвен в «Чёрном телефоне».